# Палаццо Пойана
Палаццо Пойана (итал. Palazzo Pojana) — дворец (итал. palazzo — дворец) эпохи итальянского Возрождения, расположенный на Корсо Палладио в Виченце, в области Венето на севере Италии. Приписывается венецианскому архитектору Андреа Палладио, который, вероятно, проектировал здание около 1560 года.
В 1994 году Палаццо Пойана вместе с другими двадцатью тремя палладианскими постройками города включено в список Всемирного наследия ЮНЕСКО «Города Виченца и Палладиевых вилл Венето» (Città di Vicenza e Ville Palladiane del Veneto).

## История
Здание в том виде, в котором оно предстаёт в наше время, является результатом объединения двух, изначально разделённых построек. Это объединение произошло по просьбе владельца двух зданий, Винченцо Пойана, представленной в Муниципалитет Виченцы, 22 января 1561 года. Строительство велось между 1563 и 1566 годами.
Даже при отсутствии официальных документальных подтверждений или рисунков-автографов Андреа Палладио считается, что проект дворца можно отнести к творчеству выдающегося архитектора, учитывая художественное качество здания и элегантность прорисовки отдельных деталей, таких как составные капители, эффектная рустовка нижней части здания, пилястры в два этажа и антаблемент. Если атрибуция верна, то необходимо отметить, что такие элементы, как пилястры без энтазиса, не соответствуют палладианскому стилю 1560-х годов, и поэтому весьма вероятно, что левую часть палаццо следует отнести к периоду юности художника, то есть к 1540-м годам, и что позднее Палладио призвали завершить работу над соседним зданием, когда владелец решил расширить свой дом. Подтверждением этому являются различия в конфигурации подвального помещения в двух половинах здания.